# 월령초등학교
월령초등학교는 대한민국 경상남도 창녕군 영산면 월령윗길 5 (월령리)에 있었던 초등학교이다.

## 연혁
- 1936년 5월 20일 영산공립보통학교 부설 월령간이학교 설립인가
- 1942년 6월 9일 영산남공립국민학교 월령분교장
- 1945년 4월 1일 월령공립국민학교로 승격
- 1981년 3월 1일 병설유치원 개원
- 1996년 3월 1일 월령초등학교로 개칭
- 1999년 9월 1일 동포초등학교로 병합